# TJ Plzeň-Litice (pozemní hokej)
TJ Plzeň-Litice je klub pozemního hokeje v Plzni. V současnosti hraje tento tým českou extraligu.

## Hráči
- Muži A:

- Matěj Bílek (#2)

- Jakub Homolka (#3)

- Šimon Levý (#7)

- Ondřej Hes (#8)

- Lukáš Benda (#9)

- Eduard Gerlický (#10)

- Jakub Koryťák (#11)

- Michal Bárta (#17)

- Adam Uhlíř (#19) [C]

- Filip Kačírek(#20)

- Kryštof Šesták (#21)

- Jakub Kondrát (#25)

- Dominik Bystřický (#26)

- Ondřej Sochor (#28)

- Reinhard Nicklas (#29)

- Jiří Červený (#57)

- Max Batík (#64)

- Vojtěch Svoboda (#66)

## Historie
První náznaky pozemního hokeje v Liticích lze pozorovat již v roce 1949. V letech 1965–1970 se sjednocují pravidla a vznikají první oddíly nadšenců, nicméně se hraje s tenisovým míčkem. Snaha o hraní pozemního hokeje ale vrcholí na konci roku 1970 a následně 15.2.1971 vzniká oddíl TJ Plzeň-Litice. První soutěžní utkání však již hrají ještě před založením klubu na podzim 1970 ve kterém Litice prohrávají 1:7 s HC 1970 Bolevec. Prvním předsedou se stává Stanislav Benda.
V roce 1993 Litice (muži) poprvé postupují do první ligy, kterou v roce 1995 opouštějí. V roce 1996 se do ligy opět vrací, ale končí poslední a od sestupu je zachraňuje jen odstoupení HC 1957 Kadaň ze soutěže.
V roce 2010 získávají muži poprvé titul mistra ČR. 
TJ Plzeň-Litice významně spolupracuje s 11. ZŠ Plzeň v oblasti mládeže.
Klub ve své historii získal 23 titulů mistra České republiky v těchto kategoriích:
- Ml. žáci: Mistr ČR – 3x (2004, 2007-hala, 2011)
- St. žáci: Mistr ČR – 5x (2005-hala, 2005, 2006, 2008, 2009,  2019?)
- Ml. dorost: Mistr ČR – 6x (2003-hala, 2004-hala, 2006-hala, 2006, 2007, 2008)
- St. dorost: Mistr ČR – 5x (2004-hala, 2005, 2006, 2006-hala, 2011)
- Muži: Mistr ČR – 4x (2010, 2019, 2023, 2024)